# Warsaw Rowing Club
Warsaw Rowing Club – klub wioślarski w Warszawie. Działalność prowadzi od roku 2014 i jest stowarzyszeniem kultury fizycznej.

## Przedmiot działalności
Klub został utworzony w 2014 roku przez zawodników i byłych zawodników wioślarstwa. Posiada sekcję dziecięcą, juniorską (wyczynową), prowadzi też zajęcia dla mastersów. Treningi WRC odbywają się przy Kanale Żerańskim, gdzie mieści się przystań klubu. WRC organizuje obozy wioślarskie i imprezy sportowe – m.in. zawody na ergometrach wioślarskich, czy projekt „Rusz się nad Wisłą!”. Trenerami w WRC są byli wioślarze, w tym – reprezentanci Polski.

## Wyniki sportowe
Udział w zawodach ogólnopolskich organizowanych przez Polski Związek Towarzystw Wioślarskich, Warsaw Rowing Club podjął w roku 2018. W pierwszym roku rywalizacji w klasyfikacji punktowej został sklasyfikowany na 34 miejscu na 36 klubów.
W 2019 WRC zajął 34 miejsce na 38 sklasyfikowanych klubów. W roku tym zawodnicy klubu zdobyli pierwszy medal na mistrzostwach Polski. Była to czwórka podwójna dziewcząt, która zajęła drugie miejsce na Mistrzostwach Polski Młodzików. Pierwszy tytuł Mistrzów Polski zdobyła czwórka podwójna dziewcząt na Mistrzostwach Polski Młodzików w 2020.
W 2020 WRC zajął 34 miejsce na 39 sklasyfikowanych klubów, a w 2021 – 36 miejsce na 41 klubów.